# Саобраћај у Литванији
Република Литванија се налази на крајњем истоку Европске уније, па се и саобраћај земље ослања на везе овог удружења и земаља источно од ње, највише Русије. Све ово погодује развоју прометног саобраћаја у земљи.
Литванија има развијен друмски, железнички, ваздушни и водни саобраћај. Главни саобраћајни чвор у земљи је главни град, Вилњус.

## Железнички саобраћај
Главно железничко предузеће у Литванији су "Литванске железнице" у власништву државе.
Укупна дужина железничке мреже у Литванији је 1.990 km, од чега је 122 km елекрификовано (2001. г.). Већи део пруга у Литванији су, сходно свим земљама бившег Совјетског Савеза, шире од стандарсне ширине - 1524 mm. Дужина пруга са ужим колосеком од преовлађујућег је 191 km, од тога 22 km стандардне ширине. Последњих година пруге се брзо обнављају и унапређују. Ово важи посебно за најважније пруге у Литванији, а то су:
- Клајпеда - Шјауљај - Каунас - Вилњус - граница са Белорусијом (ка Минску)
- граница са Летонијом (од Риге) - Шјауљај - Таураге - граница са Русијом (Калињинградска област)
- граница са Летонијом (од Даугавпилса) - Вилњус - граница са Белорусијом (ка Гродном)

У Литванији не постоје линије трамваја, метроа или градске железнице.
Железничка веза са суседним земљама:
- Русија (Калињинградска област) - да
- Пољска - да, уз промену ширине колосека
- Летонија - да
- Белорусија - да

## Друмски саобраћај
Укупна дужина путева у Литванији је 21.328 km, од тога са чврстом подлогом 12.912 km (2006. године). Литванија је била једина земља бившег Совјетског Савеза са развијеном ауто-путном мрежом, а данас дужина ауто-путева износи 320 km. Изградња савремених саобраћајница је интензивна, нарочито према земљама Европске уније. Ауто-путеви у земљи носе двојну ознаку „А+број“. Ауто-путеви и магистрални путеви углавном прате важне европске коридоре (Е67, Е77, Е85, Е262, Е272).
Најважнији путеви у Литванији су:
- Ауто-пут А1, Вилњус - Каунас - Клајпеда, најважнији пут у држави, укупна дужина 311 km, савремени ауто-пут целом дужином.
- Ауто-пут А5, део Балтичког пута, Каунас - Маријамполе - граница са Пољском, укупна дужина 98 km, савремени ауто-пут изграђен на деоници од неколико километара од Каунаса.
- Самогитијски магистрални пут, Каунас - Јурбакас - Клајпеда
- Аукштајтски магистрални пут,, део Балтичког пута, Каунас - Паневежис - Биржај - граница са Летонијом
- Магистрални пут, Каунас - Укмерге - Утена - граница са Летонијом
- Магистрални пут, Вилњус - Паневежис - Шјауљај - Клајпеда
- Магистрални пут, Вилњус - граница са Белорусијом
- Магистрални пут, граница са Летонијом - Шјауљај - Таураге - граница са Русијом (Калињинградска област)
- Магистрални пут, Вилњус - Алитус - Маријамполе - граница са Русијом (Калињинградска област)

## Водени саобраћај
Литванија је приморска земља и излази на Балтичко море. У држави постоје две значајне поморске лука, од којих је најважнија лука Клајпеда. Друга лука је Паланга. Трговачка морнарица Литваније је значајна спрам величин државе.
Унутаркопнени пловни путеви у Литванији су дуги око 600 km, мада добар део припада мањим рекама, које су ограничено пловне. Најважнија река за пловидбу је Њемен са лукама Вилњус, Каунас, Јурбакас.

## Гасоводи и нафтоводи
Нафтовод: Дужина токова је 105 км (1992. године).
Гасовод: Дужина токова је 760 км (1992. године).

## Ваздушни транспорт
У Литванија је седиште неколико авио-компанија, од којих је најпознатија Ер Литванија. У држави постоји 72 званично уписана аеродрома, од тога само 9 са тврдом подлогом (2001. године). 7 аеродрома поседује IATA код (IATA Airport Code), а 4 аеродрома од њих се сматра међународним аеродрмима. То су:
- Међународни аеродром „Вилњус“ у Вилњусу - VNO
- Међународни аеродром „Каунас“ у Каунасу - KUN
- Међународни аеродром „Паланга“ у Паланги - PLQ
- Међународни аеродром „Шјауљај“ у Шјауљају - SQQ

Највећи и најважнији аеродром у земљи је Међународни аеродром „Вилњус“, који се налази 9 km јужно од града. Већина других аеродрома служи за нискотарифне летове и у свом промету ослања се или на туризам или на литванску дијаспору.